# Euherdmania
Euherdmania is een geslacht uit de familie Euherdmaniidae en de orde Aplousobranchia uit de klasse der zakpijpen (Ascidiacea).

## Soorten
- Euherdmania areolata Millar, 1978
- Euherdmania claviformis (Ritter, 1903)
- Euherdmania dentatosiphonis (Millar, 1975)
- Euherdmania digitata Millar, 1963
- Euherdmania divida Monniot C., Monniot F., Griffiths & Schleyer, 2001
- Euherdmania dumosa Monniot F., 1987
- Euherdmania fasciculata Monniot F., 1983
- Euherdmania morgani Millar & Goodbody, 1974
- Euherdmania rodei Peres, 1949
- Euherdmania solida Millar, 1953
- Euherdmania translucida Kott, 1992
- Euherdmania vitrea Millar, 1961

Niet geaccepteerde soorten:
- Euherdmania australis Kott, 1957 → Monniotus australis (Kott, 1957)
- Euherdmania gigantea (Van Name, 1921) → Stomozoa gigantea (Van Name, 1921)
- Euherdmania pulchra (Ritter, 1901) → Ritterella pulchra (Ritter, 1901)